# Roberto Estévez
Roberto Néstor Estévez (Posadas, Misiones; 24 de febrero de 1957-Pradera del Ganso, islas Malvinas, 28 de mayo de 1982) fue un oficial del Ejército Argentino, que con el rango de teniente —ascendido a teniente primero post mortem y condecorado con la Cruz al Heroico Valor en Combate— murió en combate, a sus 25 años, en la batalla de Pradera del Ganso durante la guerra de las Malvinas.
Desde su muerte en la guerra, la figura de Estévez es una de las más influyentes en el Ejército Argentino, catalogado como un ejemplo de liderazgo, valor y coraje y referente de lo que debe ser un «buen soldado».

## Biografía
Oriundo de Posadas, Misiones, era el séptimo de nueve hermanos. Hijo de Roberto Néstor Estévez (a su vez, hijo de José María Estévez, inmigrante español) y Julia Berta Benítez Chapo, cursó el ciclo primario en la Escuela N.º 3 «Domingo F. Sarmiento» y la educación secundaria en el Colegio Nacional N.º 1 «Martin de Moussy».
Desde su juventud era un confeso católico, interesado en la historia argentina y la soberanía argentina sobre las Islas Malvinas
.
Siguiendo su vocación castrense, marchó rumbo a Buenos Aires para ingresar en febrero de 1975 al Colegio Militar de la Nación. Egresó como subteniente del Arma de Infantería el 12 de octubre de 1978.
En el año 1981 realizó el Curso de Comandos en la Escuela de Infantería. En el mismo, durante el desarrollo de una exigente ejercitación, sufrió un paro cardíaco. El médico que lo atendió, no obstante de declararlo muerto, continuó prodigándole los auxilios correspondientes hasta que reaccionó. En forma inmediata, sufrió un segundo paro cardíaco, del que se recuperó también. Fue enviado al hospital en forma inmediata. A pesar de la mala pasada, Estévez continuó el curso por decisión del instructor Aldo Rico.

## Guerra de las Malvinas
El teniente Estévez participó en el desembarco del 2 de abril de 1982 con el Regimiento de Infantería Mecanizado 25, siendo trasladado a las islas Malvinas por el buque ARA Almirante Irízar. Como jefe de la Primera Sección de la Compañía C de su Regimiento, formada por tres secciones con nombres claves de Gato, Bote —nombre de la sección a cargo de Estévez— y Romeo, desembarcó en Puerto Argentino al mediodía del 2 de abril. El 4 de abril la Sección fue enviada a Puerto Darwin a bordo del ARA Isla de los Estados.
El 27 de mayo, el teniente coronel Ítalo Ángel Piaggi, jefe del Regimiento de Infantería 12 y oficial a cargo de la defensa de Darwin - Goose Green, le ordenó a Estévez que su sección debía marchar hacia la primera línea de combate, debido a que los británicos, que habían desembarcado en San Carlos el 21 de mayo, avanzaban hacia Darwin y ya se habían producido enfrentamientos con efectivos del Regimiento.
A las 2 de la madrugada del 28 de mayo llegó a la zona de Colina Darwin, sitio cercano al actual cementerio de Darwin que ya era zona de combate. Al hacerlo, se cruzó con tropas del Regimiento de Infantería 12, a cargo del subteniente Peluffo, que estaba en la zona. Estévez hizo desplegar en forma de abanico a sus cerca de 40 hombres. Luego entró en combate contra los británicos.
Durante la Batalla de Pradera del Ganso, donde la disparidad de fuerzas era abrumadora a favor de los británicos, Estévez libró combate contra la Compañía A a órdenes del mayor Dair Farrar-Hockley del 2.º Batallón Paracaidista británico, el cual tenía unos 150 efectivos muy bien armados y con apoyo naval. En el combate, que desde las cinco de la mañana se prolongó hasta casi el mediodía, la sección de Estévez rechazó tres avances ingleses impidiéndoles tomar la Colina.
Durante el combate, Estévez recorrió las posiciones, gritando órdenes, bajo el fuego británico. Al salir de un pozo recibió dos balazos uno en el brazo y otro en la pierna izquierda. Tambaleándose, llegó al pozo contiguo. Estévez, quien sin preocuparse de sus propias heridas le preguntó al soldado conscripto herido y ensangrentado Sergio Daniel Rodríguez, si se encontraba en buen estado, tomó un fusil FAL y comenzó a disparar; luego, por radio estuvo dando nuevas órdenes. Eran cinco soldados en el pozo en ese momento. Estévez, nuevamente sin importarle sus heridas, tomó el casco de un soldado argentino muerto y se lo colocó en la cabeza al soldado Rodríguez para protegerlo. En ese momento recibió un nuevo balazo en el pómulo derecho, y aunque se trató de auxiliarlo, tras decir unas palabras que no pudieron ser entendidas, falleció. Posteriormente, debido a que Estévez estaba cargado de granadas, su cuerpo fue sacado fuera del pozo. Su cadáver recibió numerosos balazos más, motivo por el cual quedó casi irreconocible. Su tumba, al igual que la de varios soldados argentinos, se encuentra en el cementerio de Darwin en las islas Malvinas.

## Su carta
El 27 de marzo de 1982, día de la partida de su unidad a las Islas Malvinas, en la localidad de Sarmiento, Chubut, escribió una última carta dirigida a su padre. Esta fue entregada a sus familiares en julio de 1982, una vez conocido su fallecimiento, junto con sus objetos personales y una carta para su novia. Las cartas se encuentran en poder de la familia Estévez. 
A continuación el texto de la carta destinada a su padre:

Querido papá: Cuando recibas esta carta, yo estaré rindiendo cuentas de mis acciones a Dios Nuestro Señor. El, que sabe lo que hace, así lo ha dispuesto: que muera en el cumplimiento de mi misión. Pero, ¡fíjate vos qué misión! ¿No es cierto? Te acordás cuando era chico y hacía planes, diseñaba vehículos y armas, todos destinados a recuperar las islas Malvinas y restaurar en ellas Nuestra Soberanía? Dios, que es un Padre generoso, ha querido que éste, su hijo, totalmente carente de méritos, viva esta experiencia única y deje su vida en ofrenda a nuestra Patria. Lo único que a todos quiero pedirles es: que restauren una sincera unidad en la familia bajo la Cruz de Cristo. Que me recuerden con alegría y no que mi evocación sea la apertura a la tristeza. Y, muy importante, que recen por mí. Papá, hay cosas que en un día cualquiera no se dicen entre hombres, pero que hoy debo decírtelas: gracias por tenerte como modelo de bien nacido, gracias por creer en el honor, gracias por tener tu apellido, gracias por ser católico, argentino e hijo de sangre española, gracias por ser soldado, gracias a Dios por ser como soy, y que es el fruto de ese hogar donde vos sos el pilar. Hasta el reencuentro, si Dios lo permite. Un fuerte abrazo. Dios y Patria o Muerte. Roberto.

El miércoles 10 de mayo de 2017, se presentó en la 43.º Exposición Internacional del Libro en la Rural de Buenos Aires el libro Malvinas-Teniente Roberto Néstor Estévez, Cartas de amor y coraje; una investigación periodística de Marisa Bisceglia. El evento se realizó en el stand 1515 del Ejército Argentino en conmemoración a los 200 años del Cruce de los Andes donde estuvieron presentes varios amigos de la infancia, sus Aspirantes a Oficiales de Reserva (AOR), veteranos de guerra y sus hermanas María Mercedes y María Julia, entre otros familiares.
El libro se nutre con la recopilación de las cartas que intercambió con su novia Marta Beatriz López desde el Colegio Militar de la Nación hasta su heroica muerte en el combate de Cerro Darwin, Islas Malvinas el 28 de mayo de 1982.
Fragmento de una de las cartas escritas a su novia:

Te amo muchísimo, mi amor. Y ahora te dejo. Aunque se que es una recomendación innecesario, por favor: rezá por la Nación, por la idoneidad y la grandeza de nuestra conducción, por la cristiana resignación de padres, hermanas, hijos, novias que han quedado solos en este mundo, por la Unidad alrededor del Rosario y la Bandera, por una titánica voluntad de vencer y, finalmente para quien tanto te ama y te recuerda, entregue con acierto, energía y sin medidas todo lo que como soldado pueda brindar.

## Condecoraciones y homenajes
- En forma póstuma fue ascendido al gradro militar de teniente primero, y recibió la Cruz al Heroico Valor en Combate, la máxima condecoración militar de la República Argentina, por:

Dirigir un contraataque durante la noche, en una zona ocupada por fuerzas enemigas superiores, para permitir el repliegue de efectivos propios comprometidos. Pese a resultar herido seriamente, continuar en la acción, ocupar el objetivo asignado y mantenerlo en situación desventajosa, rechazando sucesivos ataques, oportunidad en la cual ofrenda su vida

- Además, fue declarado "héroe nacional" por la ley 24.950 promulgada el 3 de abril de 1998, y modificada por la ley 25.424 promulgada el 10 de mayo de 2001,[6] junto con otros combatientes argentinos fallecidos en la guerra de las Malvinas.
- Según lo resuelto por el jefe del Estado Mayor General del Ejército el 30 de octubre de 2009, en reconocimiento a Estévez, el 14 de noviembre del mismo año, se impuso el nombre histórico de «Teniente Primero Roberto Néstor Estévez» a la Compañía de Cazadores de Monte 18, de la ciudad de Bernardo de Irigoyen, Misiones. Dicha compañía conforma el primer elemento del Ejército Argentino en recibir un nombre histórico de un soldado caído en la Guerra de Malvinas.[7][8]
- En la estación de Juramento de la línea D de la red de subterráneos de Buenos Aires se exhibe en una vitrina una copia de la carta escrita por Estévez.[9]
- Una calle de la Comuna 8 de la capital de la Argentina lleva su nombre desde 2014, en virtud de la ley 5.107 de la Ciudad de Buenos Aires.[10]
- En el barrio Parque Avellaneda de la Ciudad Autónoma de Buenos Aires, la unidad scout del Grupo Scout 174 "Nuestra Señora de los Remedios", lleva su nombre.
- En el Monumento a los caídos en Malvinas, de la Plaza General San Martín en Buenos Aires, se encuentra en una 25 placas de mármol negro su nombre, al igual que los del resto de los combatientes caídos en la guerra.[11]
- En Avenida Luis María Campos y Avenida Dorrego (Bajo paso a nivel) hay un mural que lleva años siendo restaurado en su nombre, con su imagen y borcegos.
- En su homenaje se inició una campaña de donación de bronce para la creación de un monumento con su busto. Hacia diciembre de 2010 se llevaban recolectados 270 kg de bronce, conformado principalmente por llaves, picaportes y candados. El monumento será inaugurado en la Plaza de Armas del Regimiento de Infantería Mecanizado 25.[12][13]
- En San Martín, una sección del Grupo Scout N.º 110 Ntra. Sra. del Rosario, lleva su nombre.
- Entre la avenida Lavalle y la calle Japón, en la ciudad de Posadas, una plaza apadrinada por el Centro de Ex Soldados Combatientes en Malvinas, lleva el nombre de Plaza Tte. 1.º Roberto N. Estévez. Ese paseo público se encuentra dentro del barrio Teniente 1.º Roberto Estévez, que también lleva su nombre.
- En la ciudad de Posadas, Misiones, se encuentra el Radio Club Posadas LU1IB «Tte. 1.º Roberto N. Estevez».
- En la localidad Jardín América, a unos 90 km de Posadas, una escuela lleva el nombre "Roberto Néstor Estévez".[14]
- Por propuesta del diputado Ángel René Repetto, el 17 de junio de 2010, el Honorable Concejo Deliberante de la Ciudad de Posadas aprobó por unanimidad la ordenanza N.º 2677, que instituye el 28 de mayo de cada año como el "Día del Héroe de la Ciudad de Posadas".[15] En el acto realizado para conmemorar dicho evento, el comandante de la Brigada de Monte XII, General Mario Gabriel Dotto, expreso:

La muerte heroica, luego de una vida valerosa se muestra como tal cuando, como en el caso de nuestro camarada, el Teniente Primero Roberto Néstor Estevez, es digna de ser recordada ardorosamente por sus compatriotas. Lo que estaba en sus sueños se convirtió en realidad cuando el 2 de abril de 1982 desembarcó en Malvinas junto a sus hombres para empeñarse en esa causa nacional.

- En la ciudad de Paraná, Entre Ríos, una calle lleva el nombre de Teniente Estévez. En Misiones, en Concepción de la Sierra una avenida también lleva su nombre, al igual que otra calle lleva su nombre en la localidad de Puerto Esperanza.
- En Alto Comedero, San Salvador de Jujuy, un barrio lleva el nombre de "Teniente Estévez".
- En San Fernando del Valle de Catamarca un centro vecinal lleva el nombre de "Teniente Don Roberto Néstor Estévez".[17]
- El autor Federico Gastón Addisi publicó a mediados de 2009 un libro llamado "Estévez, vida de un Cruzado", el cual relata la vida de Estévez.[18]
- En la sección “Egresados destacados”, de la página web del Colegio Militar de la Nación, se encuentra su nombre acompañado del siguiente texto:

Ejemplo de liderazgo, valor y coraje, el Teniente Primero Estévez, no dudó ni un instante en sacrificar su vida en defensa de la Patria. Muerto en acción de una manera heroica durante el Conflicto del Atlántico Sur, Estévez se erige como un referente de lo que deber ser un buen soldado. Gracias al éxito de su misión se evitaron muchas bajas entre las fuerzas argentinas. Había egresado del Colegio Militar en 1978.

- El 10 de octubre de 2010 familiares de soldados fallecidos en la guerra partieron a las Islas Malvinas para inaugurar en el cementerio de Darwin un cenotafio con los nombres de los soldados caídos. Los familiares, entre los que se encontraba José María Estévez (hermano del Teniente Estévez elegido para viajar en representación de su familia) fueron despedidos en Río Gallegos por la presidenta Cristina Kirchner. Luego José María Estévez declararía:

La presidente me dijo que Roberto ya era patrimonio del pueblo argentino.

En una entrevista, su hermano, también declaró:

Desde que estuvo en su razón siempre dijo que su idea fija era irse a Malvinas. De chico ya empezó a estudiar o leer algo de lo que eran las Malvinas.

- Su hermana, María Julia Estévez de García, declaró:

Lo único que puedo decir es que mi hermano, ya de chico, soñaba con ser soldado y con ir a las Malvinas. Era muy importante para él. Casi tanto como la familia. Amar a la patria, la familia y la religión. Eso nos enseñó mi padre". "No es porque sea mi hermano, pero es bueno que la historia se sepa. Fue un modelo.

La emoción que mi familia y yo sentimos es muy grande, especialmente porque quienes combatieron en Malvinas y durante mucho tiempo fueron soslayados, hoy son ampliamente reconocidos. Hablar de mi hermano es recordarlo. Es emocionarme por la infancia que vivimos juntos. Es recordar que él jugaba con soldaditos de plomo sobre mapas de Malvinas y dibujaba historietas donde héroes gauchos recuperaban las islas. El destino le tenía reservado luchar hasta el fin por sus convicciones. Así era mi hermano…